# Ibn Toeloenmoskee
De Ibn Toeloenmoskee (Arabisch: مسجد ابن طولون, Madzjied ibn Toeloen) is de qua oppervlakte grootste moskee van de stad Caïro, en geldt als de oudste nog in zijn oorspronkelijke vorm in deze stad aanwezige moskee. De moskee van Hakim-amr-Allah is ouder, maar is uitgebreid verbouwd.

## Bouw

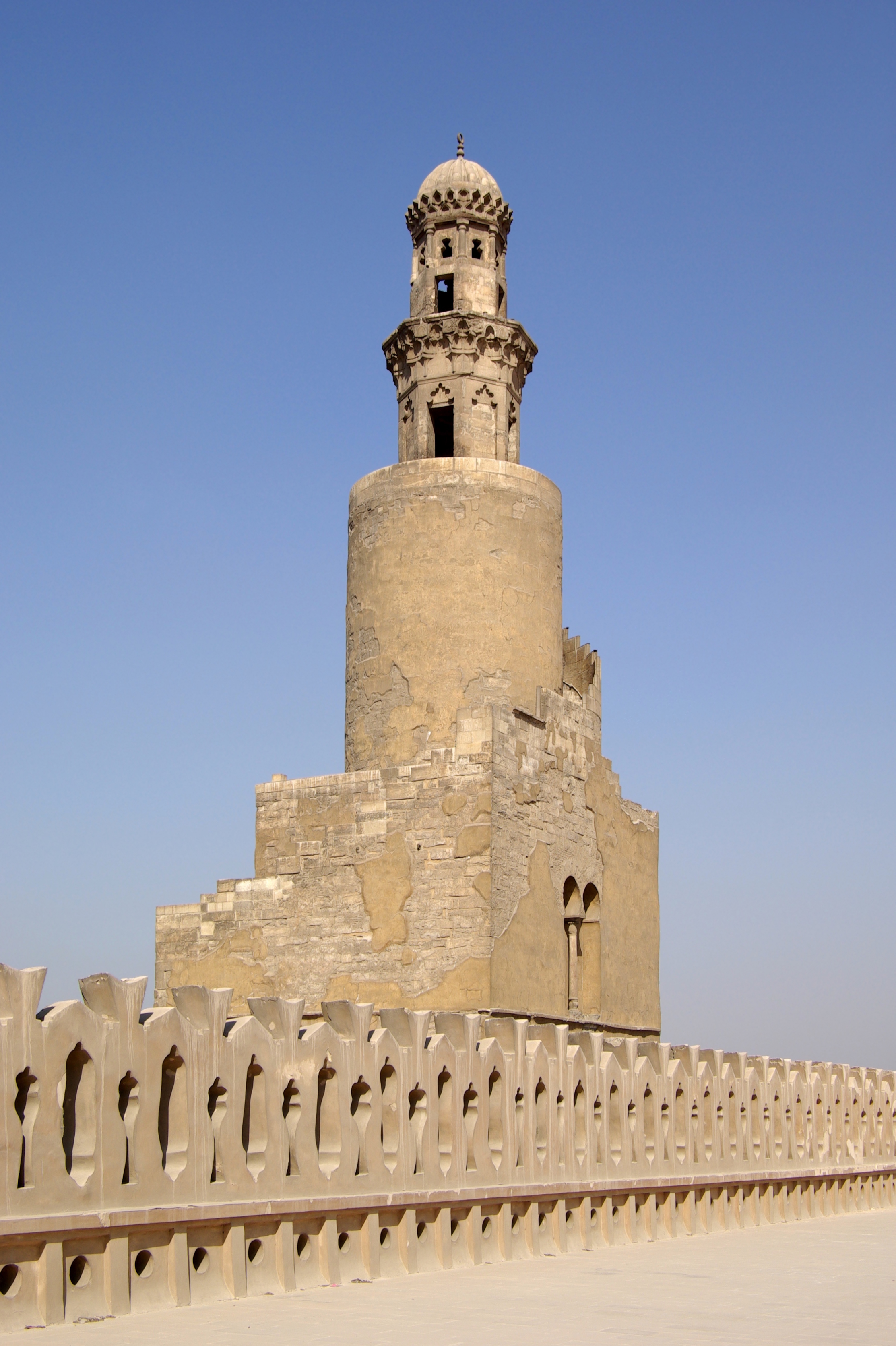
Minaret, gezien vanaf het moskeedak.

De moskee werd gebouwd tussen 876 en 879 onder het heerserschap van Ahmad ibn Toeloen, die als regent van de Abbassiden tussen 868 tot 884 over Egypte heerste, en die het land naar een de facto onafhankelijkheid leidde. De datum van aanvang van de bouw werd door de Egyptische geschiedschrijver al-Maqrizi (1364–1442) vastgesteld. De datum van de voltooiing is terug te vinden op een inscriptie op de moskee zelf.
De moskee vormde het middelpunt van de hoofdstad die Ibn Toeloen in gedachten had voor zijn rijk, het niet ver van Fustat gelegen Al-Qatta'i. Oorspronkelijk bevond de moskee zich naast het paleis van Ibn Toeloen, dat via een direct naast de minbar gelegen deur toegang tot de moskee had. De stad Al-Qatta'i is in de 10e eeuw volledig verwoest; de moskee is het enige wat er van de stad rest, maar de omgeving is door de immer uitdijende stad Caïro ingekapseld.

## Culturele referentie
Delen van de James Bondfilm The Spy Who Loved Me werden in de Ibn Toeloenmoskee en het de buitenmuur daarvan ingebouwde Bayt al-Kritliyya ("Huis van de Kretenzer") en het Gayer-Anderson Museum opgenomen.